# Jaxon Smith-Njigba
Jaxon Smith-Njigba (Rockwall, Texas; 14 de febrero de 2002) es un jugador profesional estadounidense de fútbol americano, se desempeña en la posición de wide receiver en Seattle Seahawks, en la National Football League (NFL).

## Carrera
Hizo su debut profesional con el equipo Seattle Seahawks, lleva jugando una temporada, comenzó en el 2023.